# Nixon (filme)
Nixon (bra/prt: Nixon) é um filme estadunidense de 1995, do gênero drama-histórico-biográfico, dirigido por Oliver Stone,, com roteiro dele, Christopher Wilkinson e Stephen J. Rievele inspirado na vida e carreira do ex-presidente dos EUA Richard Nixon, interpretado por Anthony Hopkins.

## Prêmios e indicações
| Prêmio             | Categoria                | Categoria                                              | Resultado |
| ------------------ | ------------------------ | ------------------------------------------------------ | --------- |
| Oscar 1996         | Melhor ator              | Anthony Hopkins                                        | Indicado  |
| Oscar 1996         | Melhor atriz coadjuvante | Joan Allen                                             | Indicado  |
| Oscar 1996         | Melhor trilha sonora     | John Williams                                          | Indicado  |
| Oscar 1996         | Melhor roteiro original  | Stephen J. Rivele, Christopher Wilkinson, Oliver Stone | Indicado  |
| Globo de Ouro 1996 | Melhor ator - drama      | Anthony Hopkins                                        | Indicado  |
| BAFTA 1996         | Melhor atriz coadjuvante | Joan Allen                                             | Indicado  |

## Sinopse
O filme apresenta uma narrativa não-linear, amarrada por cenas em que Nixon ouve gravações secretas durante o período final da sua presidência, abalada pelo escândalo Watergate que se intensifica. Assim, abrange todos os aspectos da vida de Nixon como um conjunto de eventos reais, geralmente na forma de memórias desencadeadas e mostradas sumariadas em estilo de gravações e/ou jornalismo. É apresentada sua infância em  Whittier (Califórnia) (quando é repreendido por mentir pela sua mãe), bem como seu crescimento como jovem estudante universitário (sua família o enviou para a Faculdade de Direito no lugar do irmão mais velho, Harold, que morrera de tuberculose ainda jovem) e atleta mediano de futebol americano, e sua corte para a futura esposa, Pat Ryan. São exploradas sua atuação na acusação do Congresso ao advogado Alger Hiss (1948), condenado por espionagem (que lhe tornou conhecido nacionalmente), a vice-presidência que ocupou no governo de Dwight D. Eisenhower (quando admite que participou de tentativas de matar Fidel Castro), a traumática derrota para John Kennedy na eleição para presidência de 1960, a outra derrota em 1962, quando anunciou desistir da política por pressão da esposa e a vitória na eleição de 1968, após o presidente Johnson anunciar que não concorreria a um novo mandato e o assassinato do principal opositor, Robert Kennedy. Na campanha presidencial vitoriosa, Nixon discursou sobre ter um plano para acabar com a Guerra do Vietnã mas que ao mesmo tempo queria evitar a humilhação da América, forçando os vietnamitas do norte a aceitarem uma "paz honrosa" para os americanos, tendo sido apoiado nas negociações pelo Secretário de Estado Henry Kissinger. Com esse objetivo, Nixon não hesita em bombardear o país neutro do Camboja e a capital vietnamita do norte, Hanói, provocando na opinião pública um sentimento de ter sido traída pela aparente e indesejável escalada da guerra. Não obstante, ele consegue firmar acordos de colaboração com as potências comunistas, União Soviética e China, que também não apoiavam a política norte-vietnamita da época. Nixon e Kissinger ficam irritados quando do "vazamento" para a imprensa dos documentos do Pentágono (Pentagon Papers) que revelavam os "bombardeios secretos" de bases vietcongs no Laos e Camboja, e, insatisfeitos com as ações do FBI no caso, autorizam a criação de um serviço de espionagem interna, cujos agentes são apelidados de "encanadores". Como primeira missão, esses agentes invadem um consultório psiquiátrico em busca da ficha do denunciante, Daniel Ellsberg. A mesma equipe depois participou do arrombamento da sede do Comitê dos Democratas em Watergate e foi pega em flagrante quando colocavam equipamentos de espionagem eletrônica numa das salas. A partir daí é convocado o advogado John Dean, subordinado do Conselheiro Presidencial John N. Mitchell, para tentar impedir que as investigações cheguem à Casa Branca. Um dos líderes dos encanadores, o ex-agente da CIA E. Howard Hunt, que não foi preso mas cujo nome e referência a Casa Branca aparecem em uma das agendas dos arrombadores presos, percebendo que será responsabilizado pela ação passa a exigir dinheiro, e Dean fica encarregado de pagá-lo, por ordem direta de Nixon que diz ter conhecido no passado o agente em ações ilegais em Cuba. Dean também obriga ao novo diretor do FBI colocá-lo a par das investigações, o que é ilegal. As investigações e denúncias da imprensa levam o Congresso a investigar a participação da Casa Branca e as tentativas de acobertar criminosamente essas ligações e o escândalo chega ao auge com a revelação de que o presidente teria gravado todas as conversas em seu gabinete durante os últimos dois anos, mas ele se nega a entregar as fitas. A recusa o faz sofrer um processo de impeachment mas ele se livra da condenação ao renunciar à presidência alguns dias depois.
Fica implícito no filme que Nixon e a esposa abusavam de álcool e medicações. Os problemas de saúde do então presidente como flebite e pneumonia durante a Crise Watergate são também mostrados no filme. Na narrativa há ainda um tipo de responsabilização, real ou imaginária, que Nixon sente sobre o assassinato de John F. Kennedy toda vez que se faz referência a "Invasão da Baía dos Porcos", implicando que o mecanismo que levou aquele episódio no governo Kennedy havia sido engendrado durante o governo de Dwight D. Eisenhower e que saíra do controle, culminando com o atentado fatal de 1963 e, posteriormente, Watergate.
O filme termina com a renúncia de Nixon e a famosa partida da Casa Branca de helicóptero. As cenas reais do funeral do ex-presidente em Yorba Linda (Califórnia), mostram os cinco presidentes que estiverem presentes na cerimônia: Gerald Ford, Jimmy Carter, Ronald Reagan, George H. W. Bush e o então ocupante do cargo, Bill Clinton.

## Elenco
| - Anthony Hopkins - Richard Nixon - Joan Allen - Pat Nixon - Annabeth Gish - Julie Nixon Eisenhower - Marley Shelton - Tricia Nixon Cox - James Woods - H. R. Haldeman - J. T. Walsh - John Ehrlichman - Paul Sorvino - Henry Kissinger - Powers Boothe - Alexander Haig - E. G. Marshall - John N. Mitchell - David Paymer - Ron Ziegler - David Hyde Pierce - John Dean - Kevin Dunn - Charles Colson - Saul Rubinek - Herbert G. Klein - Fyvush Finkel - Murray Chotiner - Tony Plana - Manolo Sanchez (valet de Nixon) - James Karen - William P. Rogers - Richard Fancy - Melvin Laird - Mary Steenburgen - Hannah Milhous Nixon - Tony Goldwyn - Harold Nixon - Tom Bower - Francis Nixon - Sean Stone - Donald Nixon - Joshua Preston - Arthur Nixon - Corey Carrier - adolescente Richard Nixon - David Barry Gray - jovem adulto Richard Nixon | - Ed Harris - E. Howard Hunt - John Diehl - G. Gordon Liddy - Robert Beltran - Frank Sturgis - Bob Hoskins - J. Edgar Hoover - Brian Bedford - Clyde Tolson - Madeline Kahn - Martha Beall Mitchell - Edward Herrmann - Nelson Rockefeller - Dan Hedaya - Trini Cardoza - Bridgette Wilson - Sandy - Ric Young - Mao Zedong - Boris Sichkin - Leonid Brezhnev - Sam Waterston - Richard Helms - Larry Hagman - "Jack Jones" - Tony Lo Bianco - Johnny Roselli - George Plimpton - advogado do presidente |

## Produção

### Origens
Eric Hamburg, ex-escritor de discursos e membro do gabinete do Comitê de Relações Exteriores do Congresso, deu a ideia sobre um filme de Nixon após um jantar com Oliver Stone. O diretor estava desenvolvendo então dois projetos — o musical Evita e um filme sobre o ditador panamenho Manuel Noriega. Quando ambos se tornaram inviáveis, Stone voltou sua atenção para uma biografia sobre Richard Nixon A morte do ex-presidente em 22 de abril de 1994, foi o fator-chave que levou Stone a se decidir pelo filme. Ele o ofereceu a Warner Bros., mas, de acordo com o diretor, viram isso como (em tradução livre, como as demais) "um bando de homens velhos pouco atraentes sentados em redor de terno, com muita conversa e sem ação suficiente".
Eu vejo a Fera como a essência do Sistema ... que mantém sobrepujado o individuo... é um sistema de pesos e contrapesos que dirige isso tudo: 1) o poder do dinheiro e dos mercados; 2) Poder estatal, Poder governamental; 3) poder das corporações, provavelmente maior do que o poder estatal; 4) o processo político, ou eleitoral através do dinheiro, que é, portanto, o reboque do sistema; e 5) a mídia, que a maioria protege o status quo e o interesse dos proprietários
 Foi o conceito que convenceu Stone a fazer Nixon e conversou com Hamburg para contratar Rivele e Wilkinson. Stone encomendou o primeiro rascunho do filme no inverno de 1993. Rivele e Wilkinson terminaram esse primeiro rascunho em 17 de junho de 1994, no aniversário do Escândalo Watergate. Stone amou o roteiro mas sentiu que o terceiro ato e o final precisavam de mais trabalho. Eles escreveram outro rascunho e o entregaram em 9 de agosto, dessa vez aniversário de 20 anos da Renúncia de Richard Nixon.

### Pré-produção
Stone realizou pesquisa por conta própria com ajuda de Hamburg. Com Hamburg e os atores Hopkins e James Woods, Stone voou para Washington, D.C. e entrevistou os membros sobreviventes do círculo íntimo de Nixon, o advogado Leonard Garment e o Procurador-Geral Elliot Richardson. Também entrevistou  Robert McNamara, Secretário de Defesa de Kennedy e Johnson. Stone contratou Alexander Butterfield, uma figura-chave do Escândalo Watergate e que ajudou no desenvolvimento do papel de Nixon. Como consultor para aumentar o realismo das cenas do Salão Oval escolheu o ex-conselheiro da Casa Branca John Sears, além de John Dean, que garantiu que todos os aspectos do roteiro fossem precisos e escreveu algumas cenas sem créditos para o filme. Butterfield também aparece em algumas cenas como assessor da Casa Branca. Para pesquisarem seus papeis, Powers Boothe, David Hyde Pierce e Paul Sorvino conversaram com as figuras verdadeiras, mas J.T. Walsh decidiu não contatar John Ehrlichman após ele ter ameaçado processar o filme depois de ler uma versão inicial do roteiro e se desagradar com a maneira que seria retratado. Hopkins assistiu a muitos documentários de Nixon. À noite, ele ia dormir com os filmes rodando, deixando que as informações penetrassem em seu subconsciente. Hopkins disse: "É levado por toda essa informação e se você está relaxado o suficiente, volta a levá-lo de novo".
Stone tinha originariamente um contrato de três filmes para a Regency Enterprises que incluiam JFK, Heaven & Earth e Natural Born Killers. Após o sucesso de Killers, Arnon Milchan, chefe da Regency, assinou com ele para mais três. Stone podia fazer qualquer filme desde que limitado ao orçamento de 42,5 milhões e meio de dólares. Quando o diretor falou a Milchan sobre Nixon, ele não gostou da ideia e disse que só lhe daria 35 milhões de dólares, achando que com isso Stone abandonaria o projeto. O diretor então conversou com o financista húngaro Andrew G. Vajna que tinha co-financiado produções da Disney. A companhia de  Vajna, Cinergi Pictures, estava disposta a gastar 38 milhões de dólares com a produção. Milchan ficou irritado dizendo que Nixon era seu filme por força do contrato com Stone e ameaçou processá-lo. Desistiu após receber uma quantia de Stone não anunciada. Stone finalizou o orçamento do filme uma semana antes das filmagens serem começadas. Ele fez um negócio com Cinergi e Disney da Hollywood Pictures para conseguir 43 milhões de dólares. Para economizar, Stone usou os cenários da Casa Branca do filme de Rob Reiner, The American President.

### Elenco
O estúdio não gostou da escolha de Stone para interpretar Nixon. Eles queriam Tom Hanks ou Jack Nicholson — duas das escolhas originais de Stone. O diretor também considerou Gene Hackman, Robin Williams, Gary Oldman e Tommy Lee Jones. Stone se encontrou com Warren Beatty, mas o ator queria fazer muitas mudanças no roteiro. Stone lançou Hopkins baseado em suas performances em The Remains of the Day e Shadowlands. Sobre Hopkins, Stone disse: "O isolamento de Tony é o que me impressionou. A solidão. Eu senti que era a qualidade que sempre marcou Nixon". Quando o ator conheceu o diretor, ele teve a impressão de que Stone era "um dos grandes vilões da cultura pop americana, e eu posso ser um tolo para ir embora". O que convenceu Hopkins a assumir o papel e "personificar a alma de Nixon foram as cenas do filme quando ele fala sobre sua mãe e seu pai. Isso me afetou". Hopkins usava um pedaço de cabelo e dentes falsos "para sugerir uma semelhança física com Nixon".
Quando Beatty estava pensando em fazer o filme, ele insistiu em fazer uma leitura do roteiro com uma atriz e Joan Allen veio de Nova York. Depois, Beatty disse a Stone que ele havia encontrado sua Pat Nixon.

### Filmagem principal
As filmagens iniciaram em 1 de maio de 1995 mas haviam tido cenas preliminares ao final de abril que foram usadas como parte dos documentários reencenados sobre a carreira de Nixon. No início da filmagem principal, Hopkins ficou intimidado com a quantidade de diálogos que tinha para aprender, adicionado e mudado o tempo todo como relembra: "Teve momentos que eu queria cair fora, fazer apenas uma boa novela de horário nobre ou algo assim". Sorvino contou que o sotaque dele estava todo errado. Sorvino disse que falou para Hopkins que achava "que não havia espaço para melhorias" e que ele poderia ajudá-lo. Woods disse que Sorvino falou para Hopkins que ele estava fazendo "tudo errado" e que ele era um "especialista" que poderia ajudá-lo. Woods relembra que Sorvino conversou com Hopkins para almoçar e saiu a tarde. Hopkins contou a Stone que queria sair da produção mas o diretor o convenceu a ficar. De acordo com os atores, isso foi tudo uma piada. Woods disse: "Eu sempre contei para ele como estava grande em Psycho. Eu o chamava de Lady Perkins todo o tempo ao invés de Sir Anthony Hopkins".
Na primavera de 1994, a Revista Time noticiou que o roteiro original ligava Nixon ao assassinato do Presidente John F. Kennedy. Os fatos descritos no roteiro foram baseados em pesquisas de várias fontes, inclusive documentos, transcrições e horas de filmagens de Nixon na Casa Branca. Dean disse sobre a acurácia do filme: "como um todo, reflete verdadeiramente o que aconteceu". Stone disse sobre as críticas ao material ficcional do filme: "O material que nós inventamos não foi feito nem caprichosamente nem por acaso, foram apoiados em pesquisas e interpretações". John Taylor, chefe da Biblioteca Presidencial Nixon, "vazou" uma cópia do roteiro para Richard Helms, ex-diretor da  CIA, que ameaçou processar a produção. Em resposta, Stone cortou todas as cenas dele da versão final e declarou como causa apenas "razões artísticas" para restabelecer essas filmagens no lançamento de vídeo.
Durante a Pós-Produção, Stone colocou os editores em três diferentes salas com as cenas do filme exibidas de uma para outra "dependendo de quão bem sucedida era". Se um editor não fora bem-sucedido com uma cena então era repassada para outro. Stone disse que foi o "mais intenso pós que eu havia realizado, mais do que JFK"; porque eles estavam exibindo o filme três vezes por semana, fazendo alterações em 48 a 72 horas, redigitando o filme e depois fazendo outras 48 horas de mudanças.

## Recepção

### Bilheteria
Em seu final de semana de abertura, Nixon arrecadou um total de US$2,2 milhões em 514 cinemas. Em 19 de dezembro de 2006, o filme arrecadou um total de US$13,6 milhões nos Estados Unidos e no Canadá, abaixo do orçamento de US$ 44 milhões.

### Recepção da crítica
Dois dias antes de o filme ser lançado nos cinemas, a Biblioteca Richard Nixon e o local de nascimento em Yorba Linda, Califórnia, divulgaram uma declaração em nome da família Nixon, chamando partes do filme de "repreensíveis" e que foi projetado para "difamar e degradar o presidente". e as memórias da Sra. Nixon na mente do público americano ". Esta declaração foi baseada em uma cópia publicada do roteiro. O comunicado também criticou a descrição de Stone da vida privada de Nixon, a de sua infância e sua participação no planejamento do assassinato de Fidel Castro. Stone respondeu que seu "propósito em fazer o filme Nixon não foi nem maliciosa nem difamatória", e foi uma tentativa de obter "uma compreensão mais completa da vida e carreira de Richard Nixon — os bons e os maus, os triunfos e as tragédias, e o legado que deixou sua nação e o mundo ". A filha de Walt Disney, Diane Disney Miller, escreveu uma carta às filhas de Nixon dizendo que Stone havia "cometido um grave desserviço à sua família, à Presidência e à história americana". Stone não vê sua filme como a declaração definitiva sobre Nixon, mas como "uma base para começar a ler, para começar a investigar por conta própria".
Alguns críticos criticaram Stone por retratar Nixon como alcoólatra, embora Stone afirme que foi baseado em informações de livros de Stephen Ambrose, Fawn Brodie e Tom Wicker. Roger Ebert, crítico de cinema, elogiou o filme pela forma como ele tomou "a ressonância da tragédia clássica. A tragédia exige a queda de um herói, e uma das conquistas de Nixon é mostrar que a grandeza estava ao seu alcance". Ebert também colocou o filme em sua lista dos dez melhores filmes do ano. Janet Maslin do The New York Timese elogiou o desempenho de Anthony Hopkins e "a visão aguçada de seu personagem e linguagem corporal rígida e encorpada com incrível habilidade".
Em Rotten Tomatoes, o filme tem 74% de aprovação, com base em avaliações de 61 críticos, com uma pontuação média de 6,8/10.